# Rodentia
I roditori (Rodentia Bowdich, 1821) sono l'ordine di mammiferi col più alto numero di specie ascritte, comprendente circa il 46% delle specie totali di mammiferi esistenti, più altrettanti taxa estinti.
Di questo ordine fanno parte specie molto conosciute e dall'areale molto esteso, come ratti, topi e scoiattoli, così come specie rare e dall'areale molto circoscritto.
Il nome "roditore" deriva dal verbo latino rodere ("rosicchiare"), in riferimento all'abitudine che accomuna tutti gli appartenenti all'ordine.
I roditori, a differenza dei lagomorfi, possiedono un unico paio di incisivi, nella parte superiore della bocca, entrambi della stessa grandezza; lo smalto ricopre unicamente la loro parte anteriore.

## Distribuzione
I roditori hanno distribuzione cosmopolita, in quanto se ne trovano popolazioni stabili ed autoctone in ogni angolo della Terra, ad eccezione dell'Antartide (dove, tuttavia, possono essere stagionalmente presenti ratti o topi al seguito delle spedizioni scientifiche). I roditori, assieme a pinnipedi e chirotteri, sono gli unici mammiferi placentati presenti in Oceania senza essere stati introdotti dall'uomo.
Nell'ambito del proprio areale, le varie specie di roditori colonizzano gli habitat più disparati, dal deserto alle aree paludose e acquitrinose: pur non esistendo roditori marini, esiste comunque un buon numero di specie strettamente acquatiche e, in generale, tutti i roditori sono buoni nuotatori. Alcune specie generaliste, come topi e ratti, hanno ampliato in maniera esponenziale il proprio areale vivendo a stretto contatto con l'uomo, al punto di risultare dannose per il loro numero eccessivo.

## Descrizione
Considerando il notevole numero di specie e le nicchie diversissime che esse colonizzano, non c'è da stupirsi se fra i roditori sussistono differenze anche enormi di taglia ed aspetto.

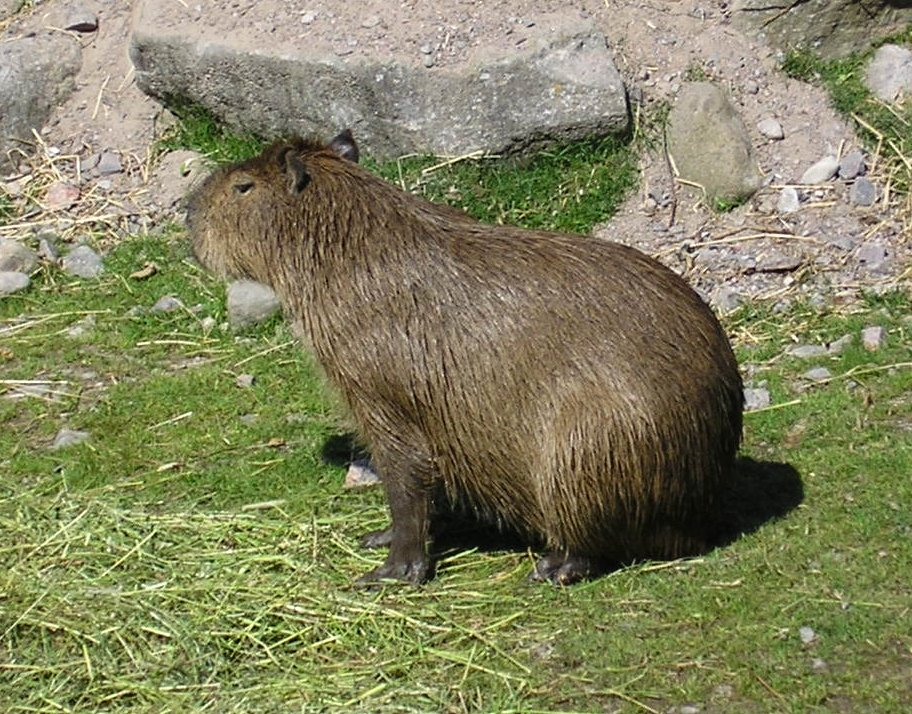
Il capibara è il roditore esistente di maggiori dimensioni.

Le dimensioni dei roditori spaziano fra i 6 cm scarsi per 7 g di peso del topo nano africano agli 80 kg del capibara, il più grande roditore vivente, il quale tuttavia risulta minuscolo se comparato alle due tonnellate e mezzo stimate come peso vivo della Josephoartigasia monesi: generalmente, tuttavia, si tratta di animali di dimensioni medio-piccole, con un range di dimensioni compreso nella massima parte delle specie fra i 15 e i 40 cm.
Tutti i roditori, ad eccezione dell'eterocefalo glabro, sono ricoperti da una folta peluria dai colori poco appariscenti, dalla funzione mimetica (ad esempio bruno-grigiastro, oppure giallognolo nelle specie deserticole): alcune specie tropicali di scoiattolo presentano invece livree appariscenti del pelo e anche della pelle. In alcune specie (come istrici, ursoni e topi spinosi del genere Acomys), porzioni più o meno ampie del pelo sono modificate a formare aculei che difendono l'animale dai predatori.

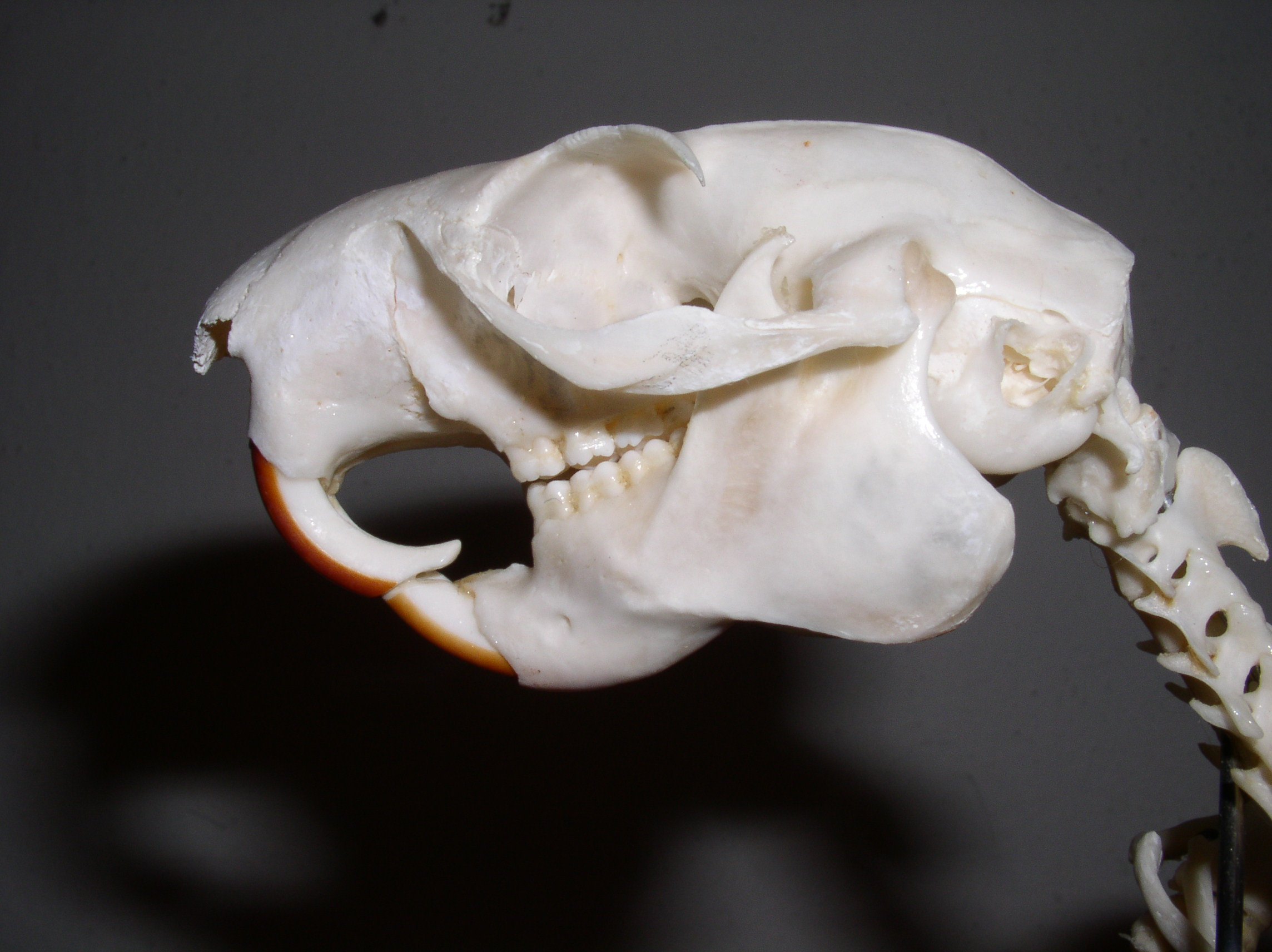
Cranio di Ratufa, un genere di grossi scoiattoli.

Le orbite oculari, poste in posizione centrale o posteriore sul cranio, non sono mai circondate da osso, così che la cavità oculare passa più o meno completamente nella fossa temporale: lo zigomo è appena accennato, oppure manca del tutto, mentre il forame infraorbitale è ben sviluppato (in alcune specie quanto l'intera cavità oculare). L'osso nasale, del tutto separato dalla mascella, è piuttosto grande e proiettato in avanti. Le forme dello zigomo e della mandibola sono gli elementi in base ai quali gli studiosi effettuano la classificazione dei roditori. Il cervello è piuttosto piccolo e ben racchiuso nella cavità encefalica, pertanto esso non sporge sul cervelletto.
Il muso è piuttosto arrotondato, con rinario (o tartufo) ridotto o assente: il labbro superiore è sovente spaccato, sicché i lunghi incisivi sono visibili anche a bocca chiusa. La lingua è corta e tozza, dalla punta arrotondata, e non va quasi mai oltre il margine dei premolari: su di essa sono presenti papille di piccole dimensioni, che si ingrandiscono man mano che si prosegue verso la radice.
La muscolatura masticatoria è particolarmente sviluppata: nella masticazione, il principale muscolo coinvolto è il massetere, che nei roditori è tripartito e si estende dallo zigomo (quando presente) al lato esterno della mandibola. In tal modo, la mandibola non viene solo tirata verso l'alto, ma anche spinta in avanti. Il muscolo temporale, seppur ben sviluppato, è di dimensioni trascurabili rispetto al massetere.

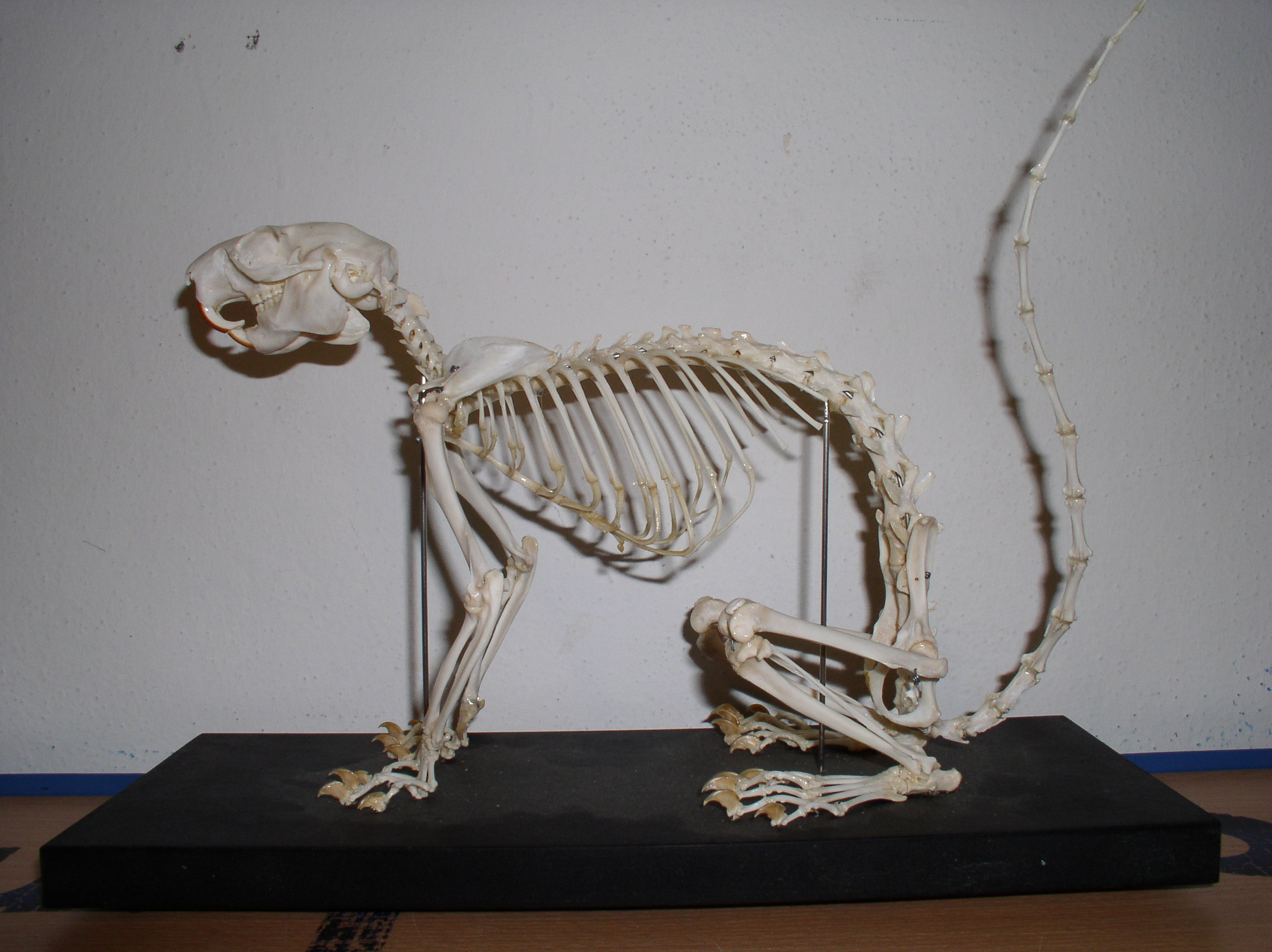
Scheletro di scoiattolo del genere Ratufa.

La colonna vertebrale si compone generalmente di:
- 7 vertebre cervicali;
- 13 vertebre toraciche;
- 6 vertebre lombari;
- vertebre caudali in numero variabile a seconda del genere preso in considerazione;

Gli arti hanno lunghezza simile, anche se quelli posteriori sono sempre più lunghi di quelli anteriori: quasi tutti i roditori presentano andatura quadrupede e plantigrada, ad eccezione delle specie saltatrici (come gerbilli e gerboa), che presentano zampe posteriori molto più lunghe rispetto a quelle anteriori ed atte al salto: in generale, comunque, tutti i roditori sono in grado di sedere sulle zampe posteriori (più lunghe di quelle posteriori e dotato di tarso allungato), in modo tale da tenere le zampe anteriori libere, ad esempio per trattenere il cibo e portarlo alla bocca.
La scapola ha forma stretta ed allungata, con clavicola presente nella maggior parte delle specie, ma che in alcuni generi si sviluppa in maniera incompleta o è del tutto assente. L'ulna e il radio sono nettamente separati; le zampe anteriori presentano cinque dita con ossicini ben sviluppati.
Il bacino è piuttosto grande e presenta sinfisi pubica ossificata: le zampe posteriori presentano perone che non prende contatto col tallone. In molte specie saltatrici il metatarso è assai allungato. L'alluce delle zampe posteriori è presente in forma regredita oppure del tutto assente, pertanto la zampa posteriore può presentare fra le tre e le cinque dita. In alcune specie (come gli scoiattoli volanti africani) fra le zampe anteriori e quelle posteriori, all'altezza del polso, si estende un patagio, che consente loro bravi planate di albero in albero.
Ciascun dito presenta un'unghia ben sviluppata: le specie scavatrici hanno unghie larghe e tozze per meglio muoversi nell'ambiente ipogeo, mentre le specie arboricole presentano piccole unghie forti e leggermente incurvate per una maggiore presa sui rami. Molte specie di caviomorfi centro e sudamericani (quali gli aguti, il capibara e i mara) hanno unghie sviluppate a formare strutture simili a zoccoli.
La coda, a seconda della specie, può essere del tutto assente esteriormente (ma presente in forma vestigiale), ridotta ad un misero moncherino o lunga come e più del corpo: in molti roditori essa è ricoperta di pelo, mentre in altri (come i topi) essa è pressoché glabra e ricoperta da pelle scagliosa. Generalmente, la lunghezza della coda coincide con le abitudini dell'animale, in quanto le specie arboricole e saltatrici, per meglio equilibrarsi, presentano coda ben sviluppata e, in alcuni casi, prensile; al contrario, nelle specie terragnole e ipogee, dove questo adattamento risulta superfluo, la coda si riduce in dimensioni sin quasi a scomparire in alcune specie. Nei roditori dalle abitudini più o meno acquatiche, invece, la coda tende ad appiattirsi in senso assiale (come nelle varie specie di ratti acquaioli e nella nutria) o longitudinale (come nei castori), per facilitare il nuoto.

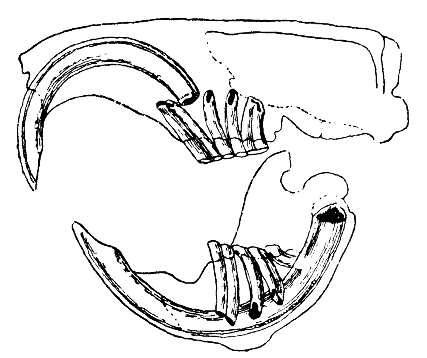
Struttura dentaria dei roditori: notare i caratteristici incisivi.

La caratteristica più importante dei roditori, quella che dà il nome all'ordine, sono i caratteristici denti: essi sono quattro incisivi, due siti sulla mascella e due sulla mandibola, sprovvisti di radice o dotati di radici poco profonde ed aperte. Gli incisivi dei roditori sono ricoperti di smalto solo sulla facciata rivolta verso l'esterno, mentre nella loro parte interna la dentina è direttamente esposta: pertanto, la consunzione del dente è differente sui due lati, il che provoca il suo affilamento con l'usura. L'animale si serve di questi denti per rosicchiare il cibo, ma alla bisogna essi possono essere utilizzati anche per difendersi mordendo gli aggressori o per scavare. La crescita degli incisivi è continua e misurabile in 2-3 mm alla settimana nella maggior parte delle specie, mentre nei roditori scavatori ed ipogei essa è maggiore e raggiunge i 5-6 mm alla settimana. Durante il letargo, per evitare una crescita eccessiva del dente che non viene usurato, la crescita viene rallentata. Gli incisivi dei roditori crescono secondo una caratteristica curvatura verso l'interno, che è maggiore negli incisivi superiori rispetto a quelli inferiori: se lasciati crescere indiscriminatamente, i denti superiori hanno andamento spiralato all'interno della cavità orale oppure al di fuori di essa (arrotolandosi attorno alla bocca e di fatto bloccandola), mentre i denti inferiori si proiettano verso l'alto all'esterno della bocca.
Originariamente i roditori possedevano in totale 22 denti: quattro incisivi, sei premolari (quattro nella mascella e due nella mandibola) e dodici molari. Mentre il numero di incisivi è rimasto immutato, col tempo in molti gruppi il numero di molari e premolari si è ridotto: la maggior parte dei roditori ha un nessuno o un solo premolare per semi-arcata (ad eccezione di alcuni scoiattoli e batiergidi che ne possiedono due) e tre molari (ad eccezione di alcuni muridi, che ne hanno due, e di alcune specie del genere Pseudohydromys, che ne hanno soltanto uno). Pertanto, nei roditori il numero di denti varia da soli 8 nelle sopra-citate specie del genere Pseudohydromys a 28 del ratto talpa Heliophobius argenteocinereus, raggiunto dopo la caduta dei denti da latte, che peraltro avviene solo in alcuni caviomorfi. Premolari e molari solitamente hanno crescita limitata, ma nei caviomorfi ciò non avviene e di fatto anch'essi, analogamente agli incisivi, presentano crescita continua. I canini sono invece sempre stati assenti: lo spazio vuoto fra gli incisivi e premolari, noto come diastema, viene utilizzato dall'animale per accumulare cibo o materiale per foderare la tana nelle tasche guanciali, che sono solitamente assai capienti, in modo tale da poterne comodamente trasportare grandi quantità senza dover ripetere varie volte lo stesso tragitto, esponendosi inutilmente ad eventuali predatori. In alcune specie fossorie, come i ratti talpa, le tasche guanciali si chiudono dietro gli incisivi a mo' di sfintere, per evitare che la terra entri nella bocca dell'animale durante le sue azioni di scavo: questa azione è possibile, seppure in forma meno estrema, in tutti i roditori, grazie alla presenza di un lembo di pelle detto inflexum pellitum.

## Biologia
La maggior parte dei roditori, in special modo quelli di piccole dimensioni, ha abitudini crepuscolari e notturne: quelli diffusi in aree temperate e fredde, durante l'inverno, vanno incontro ad un periodo di letargo, anche se ciò non è vero in assoluto in quanto alcune specie (come i lemming) sono attive anche durante l'inverno. Le specie delle aree tropicali e desertiche, durante i mesi particolarmente caldi o siccitosi, possono andare incontro ad un processo simile, detto estivazione.
Per quanto riguarda le abitudini sociali, molti roditori hanno abitudini solitarie al di fuori del periodo degli amori, ma vi sono anche animali che vivono in coppie, in piccoli gruppi familiari, in grossi gruppi, come le viscacce o i cani della prateria, fino ad arrivare all'estremo rappresentato dall'eterocefalo glabro, che presenta uno stile di vita eusociale analogo a quello di alcuni insetti coloniali.

### Alimentazione
La maggior parte dei roditori ha regime alimentare esclusivamente erbivoro, consumando foglie, erbe, frutta, cortecce, radici e semi: molte specie, fra cui molti scoiattoli e batiergidi, sono più flessibili in termini di alimentazione, consumando anche artropodi, vermi, uova e piccoli vertebrati. Alcune specie del Nuovo Mondo, come i topi cavalletta, Deomyinae si nutrono essenzialmente di insetti, mentre le specie acquatiche, come i ratti acquaioli e i ratti d'acqua australiani, si nutrono perlopiù di pesci, molluschi e altri animali acquatici. Le specie prettamente erbivore sono solite praticare la coprofagia al fine di ridigerire il proprio contenuto gastrico e pertanto estrarre la maggiore quantità possibile di nutrimento dal cibo, analogamente a quanto avviene nei lagomorfi.
L'apparato digerente dei roditori mostra a prescindere dalla dieta caratteri tipici delle specie erbivore: il cieco è di grosse dimensioni, mentre il colon è ricco di pieghe atte ad aumentarne la superficie interna e ad ospitare batteri simbionti che scindono la cellulosa in zuccheri assimilabili. Lo stomaco è generalmente singolo, ma alcuni roditori (come i lemming) presentano un abbozzo di seconda camera; lungo l'esofago sono presenti delle ghiandole con funzione di operare una prima digestione del cibo prima della sua entrata nello stomaco.

### Riproduzione
L'apparato urogenitale è grossomodo analogo a quello degli altri mammiferi; i genitali sono però strutturati in maniera diversa per far fronte all'alto tasso riproduttivo di questi animali. Il pene, infatti, spesso presenta un osso (baculum), mentre i testicoli raramente sono esterni: solitamente, a riposo essi rimangono interni al corpo, in apposite tasche, per poi discendere durante il periodo riproduttivo. Tale discesa avviene comunque solo in alcune specie, mentre molti roditori presentano testicoli permanentemente interni. Le femmine possiedono utero bipartito, similmente a quanto avviene nei lagomorfi, nei quali tuttavia il baculum è assente.
Per far fronte all'elevato tasso di mortalità, molti roditori (specialmente quelli di piccole dimensioni, soggetti ad una pressione venatoria altissima) sono r-strateghi, il che vuol dire che la femmina può portare a termine numerose gravidanze all'anno, ciascuna delle quali, assai breve (nel criceto dorato sole due settimane, la più breve fra i placentati) conta numerosi piccoli che si sviluppano precocemente e che nel giro di alcune settimane sono in grado di riprodursi a loro volta. Alcuni roditori come i caviomorfi, tuttavia, hanno adottato la strategia K, ossia hanno gestazioni più lunghe (fino a 280 giorni nel pacarana), parti singoli o gemellari con piccoli che nascono già ben sviluppati.
L'aspettativa di vita nei roditori è molto variabile: alcune specie r-strateghe, tenute in buone condizioni e senza pressione venatoria, vivono al massimo due anni (è il caso del topo), mentre i grossi roditori non di rado raggiungono i trent'anni d'età. Un caso a parte è rappresentato dall'eterocefalo glabro, che, pur adattando una sorta di strategia r (femmine precoci, parti di ventisette piccoli, anche se a riprodursi è solo la femmina dominante) si pensa possa vivere fino a ventotto anni.

## Sistematica e filogenesi
Il nome dell'ordine “Rodentia” e stato attribuito dal viaggiatore e naturalista inglese Thomas Edward Bowdich (1821). Il termine latino (moderno) “Rodentia” deriva da “rodens”, participio presente di “rodere” – “rosicchiare”. I roditori sono strettamente imparentati coi lagomorfi, tuttavia fra i due gruppi sussistono differenze perché, oltre ad avere storie evolutive distinte, differiscono per la presenza, nei lagomorfi, di un ulteriore paio di incisivi sulla mascella superiore. Queste differenze sono tali da ritenerne corretta la distinzione in due ordini distinti (avvenuta peraltro solo nel 1912, anno prima del quale i roditori venivano definiti Simplicidentata e i lagomorfi Duplicidentata), anche se è comune pensare che essi appartengano tutti a uno stesso ordine. In realtà, roditori e lagomorfi sono sì raggruppati, ma nel clade dei Glires, istituito da Linneo con rango di ordine, ma considerato un taxon di rango intermedio fra ordine (Rodentia) e superordine Euarchontoglires, a sua volta formato dall'unione dei Glires e degli Euarchonta, comprendenti questi ultimi Scandentia (tupaie), Dermoptera (lemuri volanti) e primati.
Si tratta di un gruppo piuttosto omogeneo a livello morfologico e genetico, il che ne rende la classificazione filogenetica piuttosto ardua.
Nel 2015 Hao Yue e collaboratori hanno svolto un'analisi filogenetica basandosi su dati molecolari, i quali hanno permesso di ricostruire l'albero filogenetico (figura) di cinquantaquattro specie di roditori. Le analisi condotte sulle sequenze mitocondriali di dodici geni codificanti proteine e di due geni dell'RNA ribosomale, infatti, hanno confermato la suddivisione in cinque descritta da Carleton e Musser (2005) ed hanno chiarito ulteriormente le relazioni filogenetiche di sedici famiglie, in particolare quelle all'interno della famiglia Dipodidae.
|  | Castorimorpha                                                 |
|  |                                                               |
|  | \| \| Myomorpha \| \| \| \| \| \| Anomaluromorpha \| \| \| \| |
|  |                                                               |
|  | Myomorpha                                                     |
|  |                                                               |
|  | Anomaluromorpha                                               |
|  |                                                               |

|  | Myomorpha       |
|  |                 |
|  | Anomaluromorpha |
|  |                 |

|  | Castorimorpha                                                 |
|  |                                                               |
|  | \| \| Myomorpha \| \| \| \| \| \| Anomaluromorpha \| \| \| \| |
|  |                                                               |
|  | Myomorpha                                                     |
|  |                                                               |
|  | Anomaluromorpha                                               |
|  |                                                               |

|  | Myomorpha       |
|  |                 |
|  | Anomaluromorpha |
|  |                 |

|  | Castorimorpha                                                 |
|  |                                                               |
|  | \| \| Myomorpha \| \| \| \| \| \| Anomaluromorpha \| \| \| \| |
|  |                                                               |
|  | Myomorpha                                                     |
|  |                                                               |
|  | Anomaluromorpha                                               |
|  |                                                               |

|  | Myomorpha       |
|  |                 |
|  | Anomaluromorpha |
|  |                 |

|  | Castorimorpha                                                 |
|  |                                                               |
|  | \| \| Myomorpha \| \| \| \| \| \| Anomaluromorpha \| \| \| \| |
|  |                                                               |
|  | Myomorpha                                                     |
|  |                                                               |
|  | Anomaluromorpha                                               |
|  |                                                               |

|  | Myomorpha       |
|  |                 |
|  | Anomaluromorpha |
|  |                 |

|  | Castorimorpha                                                 |
|  |                                                               |
|  | \| \| Myomorpha \| \| \| \| \| \| Anomaluromorpha \| \| \| \| |
|  |                                                               |
|  | Myomorpha                                                     |
|  |                                                               |
|  | Anomaluromorpha                                               |
|  |                                                               |

|  | Myomorpha       |
|  |                 |
|  | Anomaluromorpha |
|  |                 |

|  | Castorimorpha                                                 |
|  |                                                               |
|  | \| \| Myomorpha \| \| \| \| \| \| Anomaluromorpha \| \| \| \| |
|  |                                                               |
|  | Myomorpha                                                     |
|  |                                                               |
|  | Anomaluromorpha                                               |
|  |                                                               |

|  | Myomorpha       |
|  |                 |
|  | Anomaluromorpha |
|  |                 |

|  | Castorimorpha                                                 |
|  |                                                               |
|  | \| \| Myomorpha \| \| \| \| \| \| Anomaluromorpha \| \| \| \| |
|  |                                                               |
|  | Myomorpha                                                     |
|  |                                                               |
|  | Anomaluromorpha                                               |
|  |                                                               |

|  | Myomorpha       |
|  |                 |
|  | Anomaluromorpha |
|  |                 |

|  | Castorimorpha                                                 |
|  |                                                               |
|  | \| \| Myomorpha \| \| \| \| \| \| Anomaluromorpha \| \| \| \| |
|  |                                                               |
|  | Myomorpha                                                     |
|  |                                                               |
|  | Anomaluromorpha                                               |
|  |                                                               |

|  | Myomorpha       |
|  |                 |
|  | Anomaluromorpha |
|  |                 |

Composizione percentuale dei roditori. Le famiglie Muridae (blu) e Cricetidae (rosso) costituiscono gran parte della superfamiglia Muroidea.

Nell'ambito dell'ordine, sono riconosciute un totale di 2 277 specie suddivise in 481 generi e 34 famiglie, vale a dire circa 500 specie in più rispetto a 15 anni fa, ed è altrettanto probabile che ve ne siano ancora altre da scoprire. Un tale numero di specie costituisce il 42% circa del totale di specie di mammiferi esistenti.
Il problema della classificazione di questo ordine rimane irrisolto, nonostante l'apporto di
dati molecolari alle analisi filogenetiche.
Le classificazioni tradizionali dei roditori utilizzano solitamente l'analisi della mandibola o del complesso zigomo-massetere per l'analisi tassonomica: nel primo caso si ha la divisione dei roditori in due sottordini;
- Hystricognatha (dove la mandibola forma un angolo dal mento verso l'attaccatura al cranio)
- Sciurognatha (dove la mandibola prosegue in linea retta dal mento verso l'attaccatura)

Nel secondo caso si distinguono invece quattro sottordini:
- Protrogomorpha: massetere piccolo e attaccato alla parte inferiore dello zigomo, comprendente alcune famiglie estinte del Paleocene ed il castoro di montagna.
- Sciuromorpha: lo zigomo degrada inferiormente verso una superficie laterale, con il massetere che si tripartisce in laterale (fra occhio e muso), superficiale (lungo lo zigomo) e mediano (latero-inferiormente allo zigomo). Caratteristica dei roditori estinti Eomyidae, oltre che di castori, molti scoiattoli ed i geomidi.
- Hystricomorpha: il massetere mediano è ingrandito e insiste sulla parte anteriore dello zigomo, mentre il massetere laterale è attaccato lungo di esso. La loro unica funzione è quella di masticare piuttosto che di rosicchiare: questa configurazione è tipica di istrici, anomaluridi, pedetidi e dipodidi, più alcuni topi e gliridi africani.
- Myomorpha: configurazione simile agli sciuromorfi, tuttavia il forame infraorbitale risulta ingrandito come negli istricomorfi. Il tutto dà una maggiore efficacia nell'attività di rosicchiamento. Tale configurazione si trova nella maggior parte dei Muroidea e nella famiglia estinta dei Cedromurinae, così come in alcuni gliridi, dove si pensa che sia più che altro frutto di una convergenza evolutiva: pertanto i gliridi con tale configurazione vengono a volte definiti Pseudomyomorpha.

Ambedue le precedenti classificazioni vengono tuttavia considerate obsolete dalla maggior parte degli studiosi, anche e soprattutto perché gli adattamenti del cranio e della muscolatura masticatoria, piuttosto che da effettivi legami di parentela, possono venire evoluti come parallelismo evolutivo in base alla dieta dell'animale, soprattutto in animali ad elevata radiazione come i roditori. La classificazione più accreditata fra gli studiosi è la seguente proposta nel 2005 da Carleton e Musser, in maniera provvisoria:
- Sottordine Anomaluromorpha
  - Famiglia Anomaluridae - 3 generi, 7 specie
  - Famiglia Pedetidae - 1 genere, 1 specie
- Sottordine Castorimorpha
  - Famiglia Castoridae - 1 genere, 2 specie
  - Famiglia Geomyidae - 6 generi, 40 specie
  - Famiglia Heteromyidae - 6 generi, 60 specie
- Sottordine Hystricomorpha
  - Infraordine Ctenodactylomorphi

  - Famiglia Ctenodactylidae - 4 generi, 5 specie

  - Infraordine Hystricognathi

  - Famiglia Hystricidae - 3 generi, 11 specie
  - Famiglia Bathyergidae - 5 generi, 16 specie
  - Famiglia Petromuridae - 1 genere, 1 specie
  - Famiglia Thryonomyidae - 1 genere, 2 specie
  - Famiglia Caviidae - 6 generi, 18 specie
  - Famiglia Cuniculidae - 1 genere, 2 specie
  - Famiglia Dasyproctidae - 2 generi, 13 specie
  - Famiglia Dinomyidae - 1 genere, 1 specie
  - Famiglia Abrocomidae - 2 generi, 9 specie
  - Famiglia Chinchillidae - 3 generi, 6 specie
  - Famiglia Erethizontidae - 5 generi, 16 specie
  - Famiglia Capromyidae - 7 generi, 19 specie
  - Famiglia Ctenomyidae - 1 genere, 60 specie
  - Famiglia Echimyidae - 21 generi, 93 specie
  - Famiglia Myocastoridae - 1 genere, 1 specie
  - Famiglia Octodontidae - 8 generi, 13 specie
  - Famiglia Heptaxodontidae - 4 generi, 4 specie
- Sottordine Myomorpha
  - Superfamiglia Dipodoidea

  - Famiglia Dipodidae - 16 generi, 51 specie

  - Superfamiglia Muroidea

  - Famiglia Calomyscidae - 1 genere, 8 specie
  - Famiglia Cricetidae - 112 generi, 580 specie
  - Famiglia Muridae - 140 generi, 650 specie
  - Famiglia Nesomyidae - 21 generi, 61 specie
  - Famiglia Platacanthomyidae - 2 generi, 2 specie
  - Famiglia Spalacidae - 6 generi, 35 specie
- Sottordine Sciuromorpha
  - Famiglia Aplodontiidae - 1 genere, 1 specie
  - Famiglia Gliridae - 9 generi, 28 specie
  - Famiglia Sciuridae - 51 generi, 278 specie

Negli anni passati ha preso inoltre piede fra alcuni studiosi l'idea che i caviomorfi dovrebbero essere riclassificati come un ordine a sé stante, intermedio fra i roditori ed i lagomorfi: tale ipotesi, basata sulle analisi degli amminoacidi di porcellino d'India, è stata poi supportata da altri studiosi che sostenevano la diversificazione in tempi remoti dei caviomorfi dai miomorfi ancestrali, sicché non sarebbe errato (a loro parere) classificare i caviomorfi (o addirittura gli istricomorfi) in un ordine a sé stante. Le analisi genetiche e citologiche compiute coi nuovi mezzi a disposizione, tuttavia, hanno confermato la monofilia dell'ordine, sebbene restino ancora da approfondire gli esatti rapporti fra le varie famiglie degli istricomorfi.

### Evoluzione

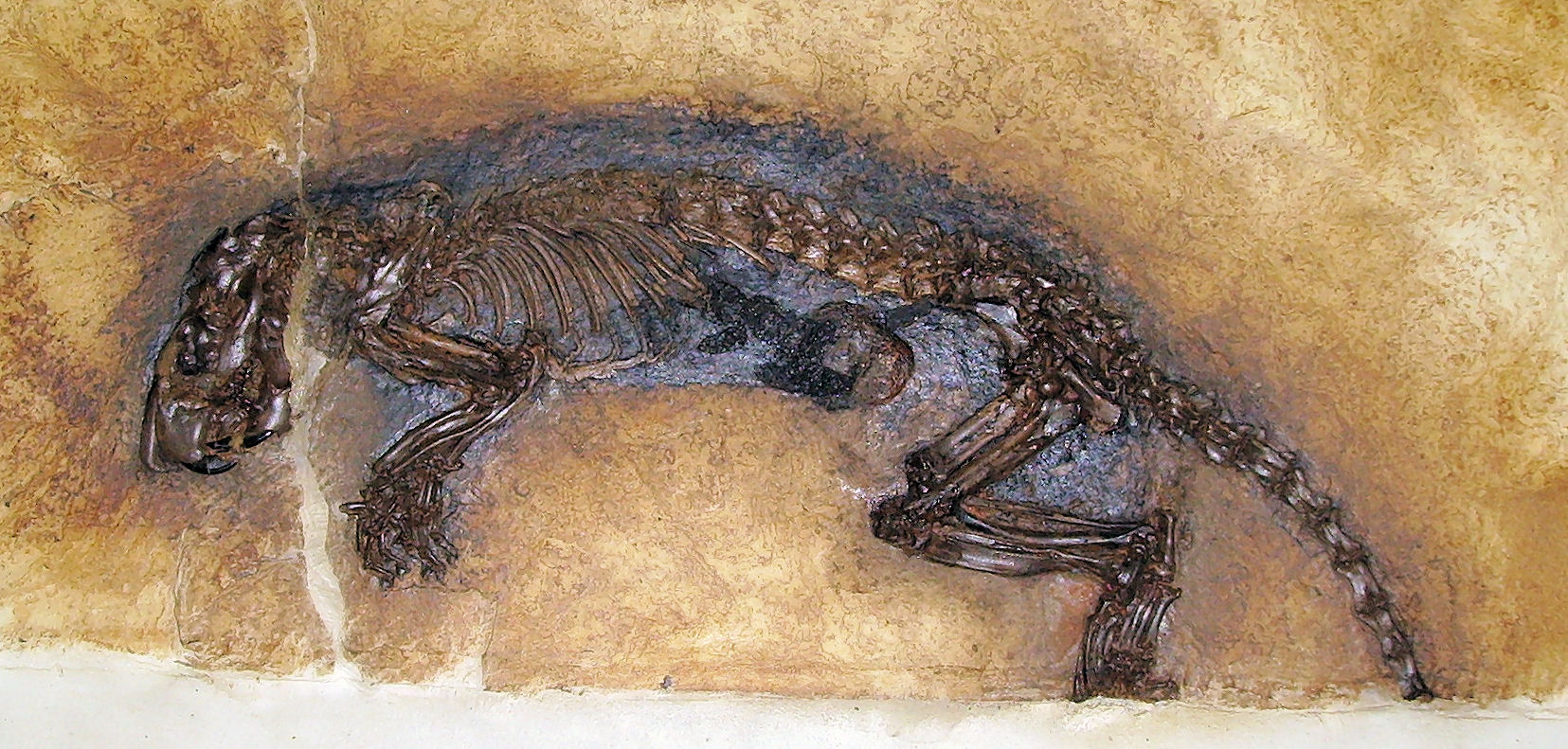
Fossile di Masillamys, roditore estinto.

I primi resti fossili ascrivibili a roditori risalgono al Paleocene (famiglie Ischyromyidae e Paramyidae), anche se si ritiene che il gruppo si sia sviluppato già durante il Cretaceo, quando potrebbe essere avvenuta anche la radiazione dei lagomorfi. Si ignora tuttavia da quale gruppo i roditori sarebbero potuti discendere, anche se l'antenato più accreditato sarebbe qualche specie della famiglia estinta degli Zalambdalestidae: gli Eurymylidae, mammiferi con incisivi ingranditi a lungo considerati gli avi dei roditori, sono ritenuti perlopiù un gruppo gemello di questi ultimi. Un discorso simile vale per gli Alagomyidae.
Dalla Laurasia, dove sembrerebbero aver avuto origine, i roditori si diffusero poi durante l'Eocene anche in Africa, dove subirono una radiazione adattativa notevolissima che porto alla nascita della maggior parte dei gruppi viventi.
Da qui, gli antenati degli caviomorfi (ossia gli istricognati) raggiunsero invece il Sud America durante l'inizio dell'Oligocene, in un periodo stimato a 31 milioni di anni fa, provenendo probabilmente dall'Africa, allora separata dal continente sudamericano (che ai tempi era una gigantesca isola) da un braccio di mare non eccessivamente ampio: giunti in Sud America, i roditori trovarono come competitori un esiguo numero di ungulati e marsupiali, e poterono pertanto evolversi andando a occupare nicchie ecologiche inusuali, equivalenti a quelle occupate dagli Artiodattili negli altri continenti. Quando poi Nord e Sud America si unirono, i roditori dei due continenti parteciparono al grande scambio americano, con i miomorfi che migrarono verso sud ed i caviomorfi che colonizzarono il nord.
La colonizzazione dell'Australia, invece, è stata attuata a più riprese in un periodo che va fra i 10 ed i 5 milioni di anni fa, dando a questi animali il tempo di evolversi in forme endemiche nonostante la competizione coi marsupiali autoctoni prima dell'arrivo dell'uomo e di altri roditori introdotti al suo seguito.

## I roditori e l'uomo
Da sempre l'uomo ha a che fare coi roditori, con rapporti spesso ambigui: essi di volta in volta possono rappresentare una fonte di cibo o una minaccia per la salute, o ancora un pericolo per le riserve di cibo. In ogni caso, l'uomo ha sempre guardato con sospetto a questi animali, in quanto del tutto indomabili e difficili da controllare, nonostante le dimensioni perlopiù minute.

### Animali da utilità
Una serie di specie di roditore è allevata per vari motivi:

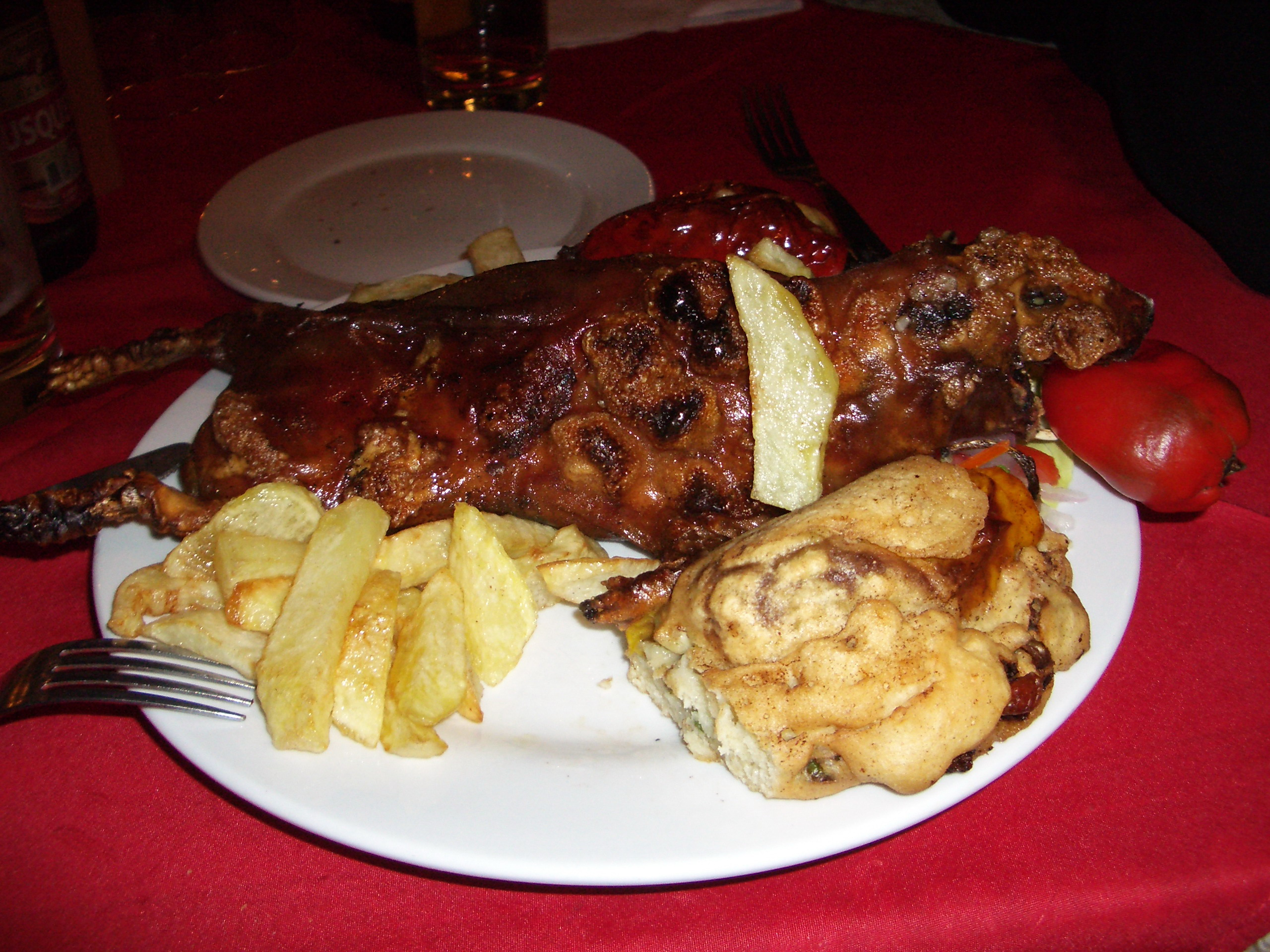
Porcellino d'India arrosto con contorno di frittelle e patate: un piatto molto popolare in Perù.

- Per la carne. Anche se il consumo di carne di roditori può sembrare inconsueto per la cultura occidentale, vi sono zone in cui questi animali vengono allevati appositamente per la loro carne, considerata una leccornia: un esempio sono i porcellini d'India, allevati dagli Inca per la lana e la carne, ma anche nell'antica Roma i ghiri (anche se più probabilmente si tratta di moscardini) venivano messi all'ingrasso in un apposito glirarium e poi serviti arrostiti ed intinti nel miele. La FAO, inoltre, incoraggia nei Paesi del Golfo di Guinea l'allevamento dei ratti delle canne a scopo alimentare.
- Per la pelle. Molti roditori vengono cacciati od allevati per la pelliccia: è il caso dei sopracitati porcellini d'India, di cui esistono delle varietà a pelo lungo selezionate proprio a questo scopo, ma anche di numerose altre specie come i pregiati cincillà, il topo muschiato, la nutria od i castori.

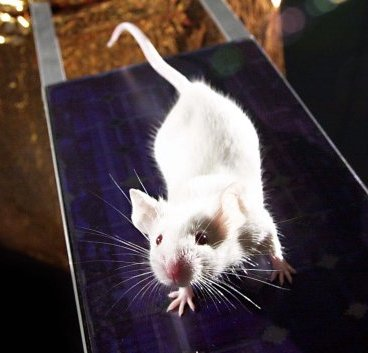
Un topo da laboratorio albino.

- Per la ricerca. Essendo animali di piccole dimensioni, frugali e facili da allevare, i roditori sono fra gli animali più utilizzati nei laboratori: lo stesso termine "cavia da laboratorio" è riferito al largo uso (più dell'80% del totale di animali da laboratorio) che la ricerca fa dei porcellini d'India, che assieme al topolino delle case e al ratto delle chiaviche è uno dei tre roditori considerati organismi modello. I topi e le cavie sono stati anche fra i primi mammiferi inviati nello spazio, nel 1961 con la sonda sovietica Vostok.

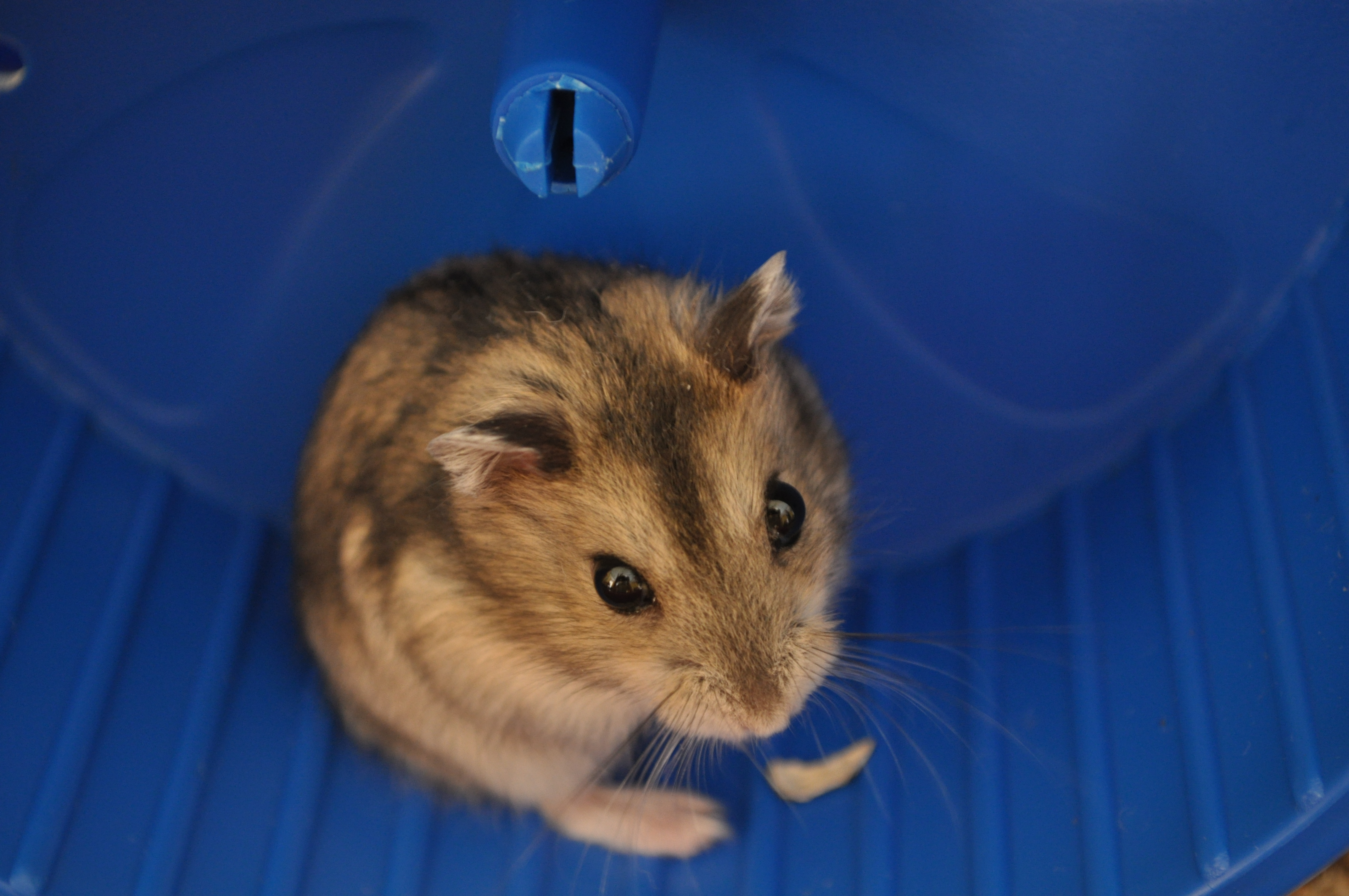
Un criceto tenuto in casa come animale da compagnia.

* Per compagnia. Alcune specie di roditori vengono tenute dall'uomo non per un tornaconto economico, ma per il semplice piacere della loro compagnia: essi vengono preferiti ad altri animali in quanto bisognosi di poco spazio e meno impegnativi in termini di cure affettive. Non si è mai avuta tuttavia una completa domesticazione di questi animali, in quanto si adattano con difficoltà a ritmi di vita diversi dai loro (perlopiù notturni) e tendono ad essere diffidenti nei confronti dell'uomo. Fra le specie più allevate a scopo ornamentale vi sono il porcellino d'India, varie specie di criceto, i tamia, ed in misura minore alcune specie di scoiattolo, il cincillà ed i gerbilli.

### Animali dannosi
I roditori sono considerati dannosi per le colture e le riserve di cibo, in quanto essi si nutrono attivamente dei frutti e dei semi coltivati, danneggiando le piantagioni in maniera diretta, ma possono rovinare i raccolti anche attraverso le loro opere di scavo, quindi in maniera indiretta. Alcune specie spiccatamente antropofile, come topi e ratti, cercano il contatto con l'uomo per vivere all'ombra dei suoi insediamenti, dove trovano un rifugio sicuro e cibo in abbondanza: costoro (soprattutto i ratti), tuttavia, tendono a causare danni ingenti sia alle scorte di cibo che alle infrastrutture. Si calcola che in Indonesia fino al 20% delle colture di riso vada perduto proprio a causa dei roditori.
Alcuni roditori sono inoltre veicolo di varie malattie, infettando l'uomo attraverso i canali più disparati: possono trasmettere le malattie sia direttamente (ad esempio la rabbia attraverso il morso, la salmonellosi e la leptospirosi attraverso le feci e le urine) che indirettamente (attraverso i parassiti, come varie forme di trichinosi, il tifo petecchiale e la celeberrima peste nera, diffusa dai ratti neri attraverso le pulci).

### I roditori nella cultura
Le specie di roditore che giocano un qualche ruolo nella cultura popolare sono piuttosto poche, anzi praticamente gli unici roditori a comparire con frequenza in leggende e racconti sono il ratto ed il topo: è rimarchevole il fatto che esse svolgano perlopiù ruoli positivi, a dispetto delle loro abitudini parassitiche nei confronti dell'uomo. Generalmente, il topo svolge il ruolo di animale scaltro e intelligente, che spesso riesce a surclassare animali molto più grandi e forti di lui, probabilmente grazie alla sua adattabilità ed alla simpatia che possono ispirare i suoi occhi neri e lucidi.

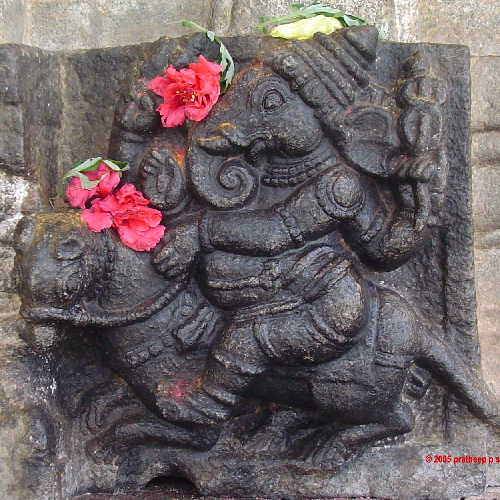
La divinità indù Ganesha viene spesso raffigurata a cavallo di un topo.

Nel calendario cinese, il Topo è un animale associato con la forza, il fascino, l'ordine e l'aggressività. Anche in India il topo è un simbolo di forza ed intelligenza, e spesso costituisce il destriero del dio Ganesha. Nella cultura occidentale, il topo compare in molte fiabe di Esopo con ruoli tutt'altro che negativi, mentre dopo la Rivoluzione Industriale, con conseguente sovraffollamento delle città e precarietà delle condizioni igieniche, i ratti acquisirono via via una connotazione negativa che poi hanno mantenuto, come si evince in libri come 1984 di George Orwell e Storia di una gabbianella e del gatto che le insegnò a volare di Luis Sepúlveda.
I topi, assai meno dannosi, hanno invece mantenuto un carattere benigno, emergendo in varie storie come personaggi positivi: il più famoso dei topi è probabilmente Topolino, ma altrettanto conosciuti sono Speedy Gonzales e Jerry. Spesso il topo viene presentato in contrasto stereotipato col gatto, oppure come spauracchio per gli elefanti (è il caso di Timoteo, il topo del film Dumbo).
Le particolari caratteristiche di altri roditori sono addirittura divenute proverbiali: una persona addormentata si dice che "dorme come un ghiro" oppure "è in letargo" (con riferimento alla marmotta). I castori vengono invece considerati animali quantomeno laboriosi a causa della loro abitudine di costruire dighe, mentre i criceti vengono rappresentati come animali scorbutici e litigiosi, a dispetto dell'apparenza buffa.

## Conservazione
Oltre a specie diffuse praticamente ovunque, come i ratti e i topi, vi sono specie di roditori dall'areale estremamente ridotto o frazionato, sia per cause naturali che a causa della continua espansione umana, che ha visto l'habitat di molte specie ridursi notevolmente. Un esempio di effetto antropico negativo può essere rappresentato dall'inquinamento luminoso (ALAN, Artificial Light At Night), che riduce l'attività dei roditori, essendo questi animali notturni.
L'IUCN elenca 37 specie di roditori estinti (prevalentemente endemismi insulari), oltre a 65 specie in pericolo critico e 146 in pericolo, oltre a 366 specie sulle quali i dati raccolti sono insufficienti a determinarne lo status di conservazione.

## Specie presenti in Italia
In Italia sono presenti 26 specie di roditori allo stato selvatico, inclusi in 17 generi e 6 famiglie:
| Nome comune                  | Nome scientifico         | Famiglia     |
| ---------------------------- | ------------------------ | ------------ |
| Arvicola agreste             | Microtus agrestis        | Cricetidi    |
| Arvicola campestre           | Microtus arvalis         | Cricetidi    |
| Arvicola delle nevi          | Chionomys nivalis        | Cricetidi    |
| Arvicola di Fatio            | Microtus multiplex       | Cricetidi    |
| Arvicola di Savi             | Microtus savii           | Cricetidi    |
| Arvicola rossastra           | Clethrionomys glareolus  | Cricetidi    |
| Arvicola sotterranea         | Microtus subterraneus    | Cricetidi    |
| Arvicola terrestre           | Arvicola terrestris      | Cricetidi    |
| Topo muschiato               | Ondatra zibethicus       | Cricetidi    |
| Ratto delle chiaviche        | Rattus norvegicus        | Muridi       |
| Ratto nero                   | Rattus rattus            |              |
| Topo selvatico               | Apodemus sylvaticus      |              |
| Topo selvatico alpino        | Apodemus alpicola        |              |
| Topo selvatico collo giallo  | Apodemus flavicollis     |              |
| Topo selvatico dorso striato | Apodemus agrarius        |              |
| Topolino delle risaie        | Micromys minutus         |              |
| Topolino domestico           | Mus musculus             |              |
| Driomio                      | Dryomys nitedula         | Gliridi      |
| Ghiro                        | Glis glis                | Gliridi      |
| Moscardino                   | Muscardinus avellanarius | Gliridi      |
| Quercino                     | Eliomys quercinus        | Gliridi      |
| Marmotta alpina              | Marmota marmota          | Sciuridi     |
| Scoiattolo comune            | Sciurus vulgaris         | Sciuridi     |
| Scoiattolo grigio            | Sciurus carolinensis     | Sciuridi     |
| Istrice                      | Hystrix cristata         | Istricidi    |
| Nutria                       | Myocastor coypus         | Miocastoridi |